# Vertikale Spiralfederaufhängung

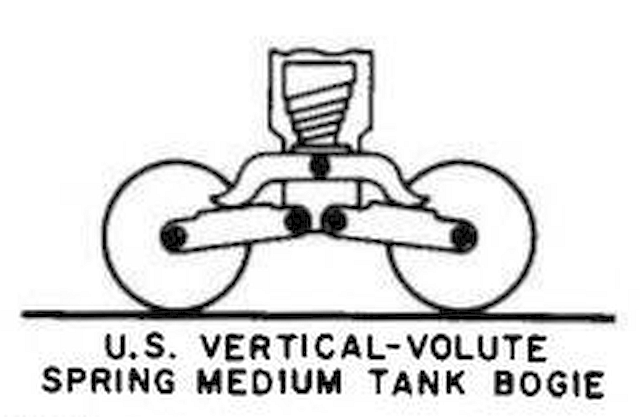
U.S. Vertikales Spiralfedersystem (AMCP 706-355)

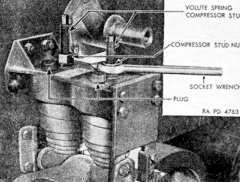
Vertikales Spiralfedersystem des U.S. Amerikanischen Stuart tank

Das vertikale Spiralfederaufhängung ist eine Fahrzeugfederung von Panzern und gepanzerten Kampffahrzeugen, die Spiralfedern zum Ausgleich von Bodenunebenheiten verwendet. Dieses Federungssystem wurde von den 1930er-Jahren bis nach dem Ende des Zweiten Weltkriegs 1945 hauptsächlich in US-amerikanischen und italienischen Panzern und gepanzerten Kampffahrzeugen verbaut.

## Prinzip
Die mit den Laufrollen verbundenen horizontalen Arme sind Kurbeln, die den vertikalen Arm auf und ab bewegen. Der vertikale Arm ist mit der Spiralfeder im darüber liegenden kastenförmigen Bereich verbunden.

## Entwicklung

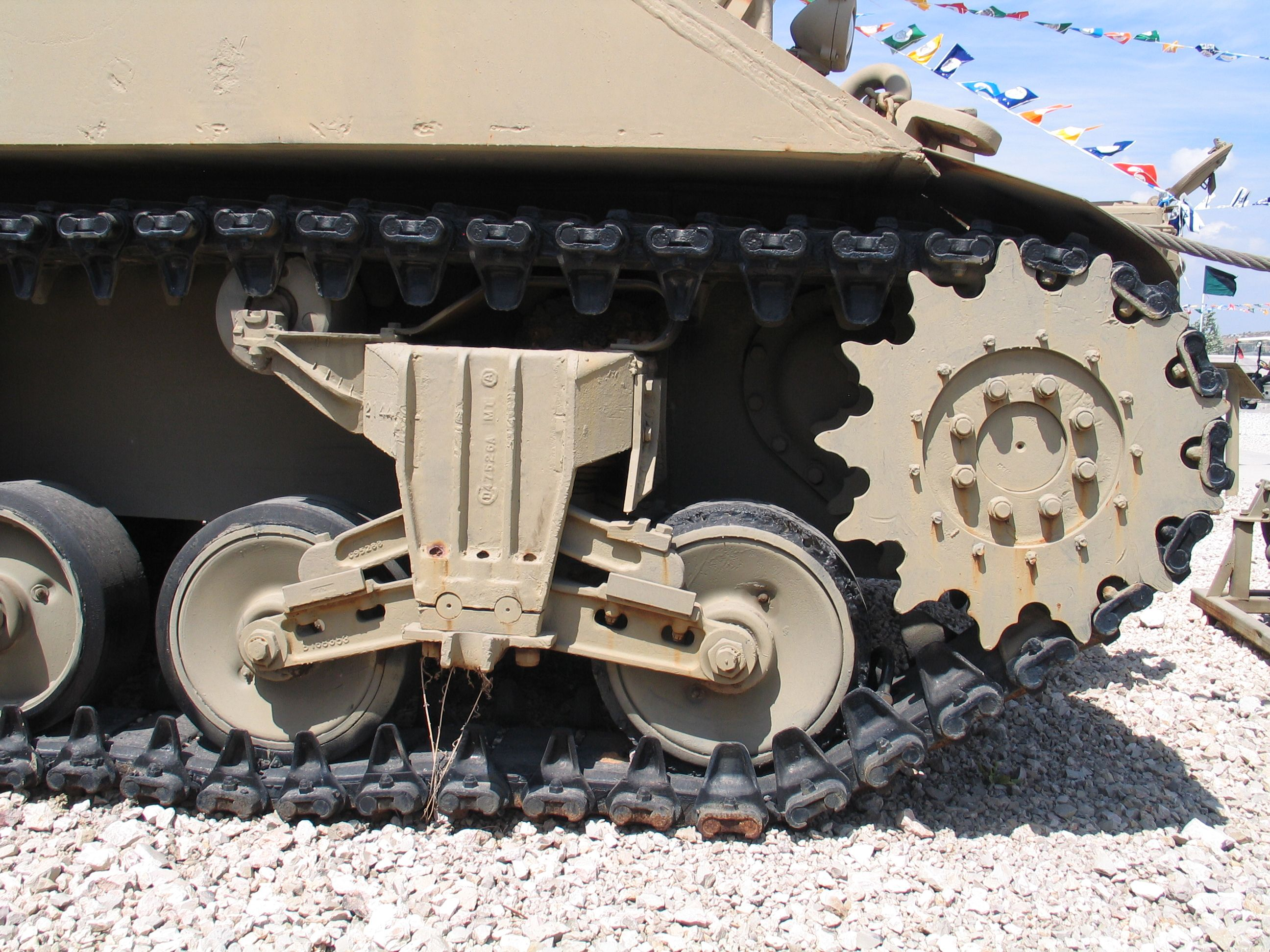
Das VSFS eines M32 Tank Recovery Vehicle (ARV) sichtbar im Yad La-Shiryon Militärmuseum in Latrun, Israel

In den 1930er Jahren wurden die US-Panzer durch zahlreiche Innovationen an den Komponenten leichter Panzer erheblich zuverlässiger. Dazu gehörten Ketten mit Gummibuchsen, im hinteren Teil montierte Sternmotoren und die Aufhängung mit vertikalen Spiralfedern.
Eine Spiralfeder ist eine Druckfeder in Form eines Zylinders (einer Spirale). Unter Druck gleiten die Windungen übereinander und ermöglichen so einen langen Federweg. Das Ergebnis ist stabiler und leistungsstärker als jede Blatt-, Spiral- oder Drehstabfeder bei gleichem Volumen. Die vertikale Montage in einem Laufradgestell für ein Paar Laufrollen eines Panzers ergibt eine sehr kompakte Einheit.
Die Aufhängung wurde 1933 von Harry Knox entwickelt, der besser für seine Knox Automobile Company bekannt war, und wurde 1934 erstmals am Prototyp des leichten Panzers T2E1 getestet.
Das Rock Island Arsenal produzierte einen kleinen Kavalleriepanzer, der anstelle einer Blattfederung eine vertikale Spiralfederung verwendete. Standardisiert als M1 Combat Car wurde er 1937 bei der US-Armee in Dienst gestellt. Das Design wurde im leichten Panzer M2 und der nachfolgenden Panzerserie Stuart verwendet. Konstruktionsmerkmale des Stuart wurden für den Einsatz in den ersten mittleren Panzer M2 weiterentwickelt, aus denen sich die erfolgreicheren M3 Lee und M4 Sherman entwickelten, die alle das VSFS nutzten.

## Austausch
Die Kampferfahrung zeigte, dass sich die Lebensdauer der ursprünglichen vertikalen Spiralfederung (VSFS) des späten M4-Modells aufgrund des zunehmenden Kampfgewichts des Panzers mit größeren Geschützen und schwererer Panzerung verkürzte. Ab Mitte 1944 wurden die M4A3-Modelle des Sherman mit einer neu entwickelten horizontalen Spiralfederung (HSFS) ausgestattet.